# Медфорд (Висконсин)
Медфорд (енгл. Medford) град је у америчкој савезној држави Висконсин.

## Демографија
По попису из 2010. године број становника је 4.326, што је 24 (-0,6%) становника мање него 2000. године.
| Група             | 2000.         | 2010.         |
| Белци             | 4.270 (98,2%) | 4.166 (96,3%) |
| Афроамериканци    | 5 (0,1%)      | 22 (0,5%)     |
| Азијати           | 8 (0,2%)      | 24 (0,6%)     |
| Хиспаноамериканци | 25 (0,6%)     | 54 (1,2%)     |
| Укупно            | 4.350         | 4.326         |